# Hollsvattnet, Norrbotten
Hollsvattnet är en sjö i Bodens kommun och Luleå kommun i Norrbotten och ingår i Alåns huvudavrinningsområde. Sjön har en area på 2,24 kvadratkilometer och ligger 79 meter över havet. Sjön avvattnas av vattendraget Bodbäcken (Hollsvattenbäcken).

## Delavrinningsområde
Hollsvattnet ingår i det delavrinningsområde (729896-175857) som SMHI kallar för Utloppet av Hollsvattnet. Medelhöjden är 113 meter över havet och ytan är 21,71 kvadratkilometer. Det finns inga avrinningsområden uppströms utan avrinningsområdet är högsta punkten. Bodbäcken (Hollsvattenbäcken) som avvattnar avrinningsområdet har biflödesordning 2, vilket innebär att vattnet flödar genom totalt 2 vattendrag innan det når havet efter 27 kilometer. Avrinningsområdet består mestadels av skog (76 procent). Avrinningsområdet har 2,38 kvadratkilometer vattenytor vilket ger det en sjöprocent på 11 procent.